# Deltarune
Deltarune é um jogo eletrônico de RPG desenvolvido por Toby Fox, criador de Undertale. O primeiro capítulo foi lançado gratuitamente em 31 de outubro de 2018 para Microsoft Windows e macOS, com versões posteriores para Nintendo Switch e PlayStation 4. O segundo capítulo foi lançado em 17 de setembro de 2021. Em 4 de junho de 2025, os capítulos 3 e 4 foram lançados simultaneamente, marcando a transição do jogo para um título pago, disponível para PC, macOS, Nintendo Switch, Nintendo Switch 2, PlayStation 4 e PlayStation 5.
O jogo segue o protagonista Kris, que, junto com os colegas Susie e Ralsei, é transportado para um mundo misterioso conhecido como "Dark World", onde precisam restaurar o equilíbrio entre luz e escuridão. Apesar de compartilhar elementos visuais, musicais e de jogabilidade com Undertale, Deltarune se passa em um universo distinto, com novos personagens e enredo. O sistema de combate combina mecânicas de turnos com esquivas em tempo real, incentivando estratégias pacifistas e não violentas.
Inicialmente, Toby Fox planejava lançar os capítulos 3, 4 e 5 simultaneamente. No entanto, devido à complexidade do desenvolvimento e à necessidade de aprimorar o ritmo do jogo, optou-se por lançar os capítulos 3 e 4 juntos, com o capítulo 5 previsto para 2026. Os capítulos futuros serão disponibilizados como atualizações gratuitas para os jogadores que adquirirem o pacote atual. 

## Jogabilidade
Deltarune, assim como Undertale, é um RPG eletrônico que utiliza uma perspectiva de cima para baixo. O jogador controla um humano chamado Kris e tem que concluir objetivos para completar o jogo. Durante algumas partes do jogo, o jogador pode escolher ataques de outros personagens. O combate é semelhante ao padrão em jogos de RPG em turnos, escolhe-se a partir de um conjunto de ações, tais como "Ataque" ou "Poupar". Embora o objetivo do jogo seja, implicitamente, evitar lutas e poupar monstros, isso se torna difícil uma vez que Susie, que não é inicialmente controlada pelo jogador, prefere atacar os inimigos ao invés de poupá-los e, assim, o jogador também deve determinar ações para evitar Susie de ferir inimigos caso queira demonstrar misericórdia. O jogo também contém TP (Pontos de Tensão), que permitem que os membros da equipe usem magias como "Pacificar". Ao contrário de Undertale, o final não muda com as ações do jogador. Fox planeja que o jogo inteiro tenha apenas um final.

## Enredo

### Capítulo 1
Ao iniciar o jogo, o jogador é convidado a construir um avatar. No entanto, após a conclusão, o jogo exclui o avatar e informa ao jogador que "suas escolhas não importam neste mundo".
O jogador começa a história como Kris, um humano que vive com sua mãe adotiva Toriel, um monstro. Toriel deixa Kris na escola, onde Kris conhece Susie, uma colega de classe delinquente. Eles saem da aula para obter giz para o quadro negro a pedido da professora Alphys. Ao entrar no armário de suprimentos, ambos são puxados para o "Mundo das Trevas". Lá, uma força em silhueta ataca os dois. Mais tarde, eles encontram Ralsei, um príncipe das trevas. Ele diz a Kris e Susie que eles e Ralsei são heróis destinados a fechar um gêiser de energia negra conhecido como "fonte das trevas" para restaurar o equilíbrio desse mundo. No entanto, o Rei assumiu o controle do Mundo das Trevas e está determinado a espalhar a escuridão.
Susie escolhe não ajudar, em vez disso querendo voltar para seu próprio mundo. No entanto, os três encontram Lancer, o filho do rei, que tenta impedi-los de prosseguir. Depois de algumas confusões Susie se junta a Lancer, deixando Kris e Ralsei por conta própria. Enquanto Kris e Ralsei chegam ao castelo do Rei, Susie se torna amiga de Lancer e os quatro caminham juntos. Ao perceber que eles terão que enfrentar o Rei, Lancer corre para o castelo e organiza para os capangas do Rei lançar Kris, Ralsei e Susie na masmorra.
Susie escapa da masmorra e enfrenta Lancer, que explica que ele queria evitar conflito. Susie promete a Lancer que ela não vai machucar o rei, então ele prossegue com os três heróis. Eles vão para o topo do castelo e enfrentam o rei em batalha. Se o jogador tiver resolvido encontros inimigos por meio de negociação durante todo o jogo, Lancer vira os homens do rei contra ele e o aprisiona. Caso contrário, Ralsei subjuga o rei com um feitiço mágico.
O grupo fecha o gêiser negro, então Kris e Susie podem voltar ao seu próprio mundo. Lá, Susie se despede, expressando interesse em ir ao Mundo das Trevas novamente. O jogador pode explorar a cidade antes de fazer Kris ir para casa para dormir.
Naquela noite, Kris, sem controle do jogador, treme na cama, depois cai no chão e manca para o centro do quarto. Kris enfia a mão fundo no peito, arranca sua alma à força e então a joga em uma gaiola no canto da sala. Kris pega uma faca, se vira para o espectador e sorri, com seu olho direito piscando vermelho.

### Capítulo 2
No dia seguinte, Kris e Susie retornam ao Mundo das Trevas para verificar se tudo aquilo era real. Ao se reencontrarem com Ralsei, o mesmo ao saber que Kris e Susie possuem um trabalho escolar pendente, pede que a dupla retorne para a superfície e terminem o trabalho junto aos seus colegas: Noelle e Berdly. Ao retornarem à superfície, Kris e Susie imediatamente se dirigem até o laboratório de informática, localizado na biblioteca. Porém, ao chegarem no local, a dupla acidentalmente encontra um novo mundo das trevas, conhecido como "Cyber World", no qual adentram por curiosidade. Logo ao chegarem em Cyber World, estranhamente Kris e Susie se encontram com Ralsei, no qual não possuía motivos lógicos para estar em outro mundo. Após uma breve caminhando no local, é revelado ao grupo que a governante local, conhecida como "Queen", com a finalidade de abrir uma nova Fonte das Trevas, havia sequestrado Noelle, que tinha sido sugada para Cyber World junto com Berdly. E por admiração em Noelle e Queem, Berdly ajuda a última com seus planos.
Afim de resgatar Noelle, o grupo se separa. Após algum tempo de buscas, Kris ajuda Noelle a fugir de Queen, mas ela os encontra o grupo e aprisiona todos. Kris e Susie escapam com a ajuda de Lancer, mas ele logo se transforma em pedra, pois não está no Mundo das Trevas a qual pertence. Ao se encontrarem com Berdly, o grupo o convence a mudar de lado, mas ele é interceptado e capturado por Queen, que força o grupo a lutar.
Depois que Berdly é libertado, Queen foge da área. Pouco tempo depois, ela explica a natureza das Fontes Negras, revelando que qualquer Lightner pode abrir uma através do uso de Determinação. Após a explicação, ela ataca o grupo com seu traje de robô gigante, levando a uma batalha final que faz referência ao Punch-Out!!. Queen consegue derrotar o grupo e ameaça matá-los se Noelle não seguir seus planos, mas Noelle se irrita com Queen e diz que ela parou de ser controlada. Percebendo o erro de seus caminhos, Queen diz a Noelle para criar o mundo que ela quer, antes que o robô de Queen fique sem energia. Berdly então tenta criar outra Fonte, mas Ralsei o avisa dos riscos de acontecer o "The Roaring" (um evento cataclísmico causado pela abertura de muitas Fontes, no qual uma legião de monstros agressivos surgem nos Mundos das Trevas). Queen ouve isso e abandona seus planos, assim não querendo mais destruir o mundo. Noelle agradece a Susie por resgatá-la, querendo formar com ela um relacionamento. Kris e Susie então fecham a nova Fonte das Trevas, e Kris realoca Queen e seus seguidores para Castle Town. 
Após isso, Kris e Susie acordam no laboratório de informática com Noelle e Berdly, que estão convencidos que tudo aquilo não se passou apenas de um sonho. Susie leva Kris de volta para casa e é convidada pela mãe de Kris, Toriel. No banheiro, Kris arranca sua alma novamente e sobe pela janela. Depois que Kris retorna e coloca sua alma de volta em seu corpo, Toriel descobre que os pneus de seu carro foram cortados, chama a polícia e sugere que Susie passe a noite. Depois que todos adormecem, Kris arranca sua alma mais uma vez e usa sua faca para abrir uma Fonte das Trevas na sala de estar.

### Rota alternativa ou snowgrave
Existe uma rota alternativa para o Capítulo 2 de Deltarune, que é conhecida como "rota estranha" ("weird route") ou "rota Snowgrave". Ela é iniciada quando o jogador, após Noelle se juntar ao seu grupo, a usa para congelar todos os inimigos da área, sem exceção. Alguns requisitos da rota são conseguir o Anel de Congelamento (ou Freeze Ring) com o comerciante, responder "prossiga" (ou "proceed") todas as vezes em que duas opções de diálogo forem dadas e essa seja uma delas, conseguir o Anel de Espinhos (ou Thorn Ring) com Spamton no lixo e congelar Berdly com o feitiço "Snowgrave". Após alcançar todos esses requisitos, não é possível retornar a rota normal.
Após congelar Berdly, Noelle comenta que não se sente bem e sai da equipe. Kris consegue ir para o palácio de Queen pelo esgoto. Lá, é revelado que a maior parte do conteúdo da rota normal está bloqueado, como cutscenes, caminhos e uma loja. Ao invés da batalha final ser com a Queen, Kris deve lutar contra Spamton NEO por si só. A única forma de acabar com essa luta é chamando Susie e Ralsei, que não respondem, e depois chamando Noelle, que ataca Spamton.
Agora no laboratório de informática, é revelado que Berdly continua a dormir enquanto Noelle, Kris e Susie já acordaram. Ele não se levanta e ainda é incerto se ele está morto ou vivo nessa rota. Nos é mostrado que Noelle está aterrorizada com tudo que aconteceu, questionando se aquilo foi realmente um sonho, como demonstrado na cena do hospital.

## Desenvolvimento
Deltarune foi desenvolvido por Fox no GameMaker Studio 2. O jogo introduz um sistema novo de batalha influenciado pela franquia Final Fantasy, em contraste com o sistema de combate do jogo original (inspirado no da série Mother). Algumas das músicas do jogo remixam boa parte da trilha sonora de Undertale, mas a maioria das músicas são novas. O jogo usa sons sampleados de EarthBound, enquanto a música de batalha é semelhante à de Breath of Fire III, e mesmo o tema de Lancer é um pouco semelhante ao tema de abertura de J.A.K.Q Dengekitai. O jogo também tem muitas semelhanças com Undertale no nome dos personagens, por exemplo, Ralsei (um dos personagens principais) é um anagrama de Asriel (um personagem de Undertale) e Kris (personagem principal de Deltarune) é quase um anagrama de Frisk (personagem principal de Undertale). O nome do jogo, Deltarune é um anagrama de Undertale. Temmie Chang foi a principal artista do jogo, desenhando personagens, sprites e animações. Anteriormente, Chang ajudou Fox na arte de personagens em Undertale.

## Lançamento
Um dia após ter ter anunciado algo relacionado a Undertale, Fox lançou o primeiro capítulo do Deltarune, um jogo "destinado a pessoas que tenham concluído Undertale", no dia 31 de outubro de 2018, para Windows e macOS gratuitamente. Fox afirmou que esta versão é a primeira parte de um novo projeto, e considerou o lançamento como um "programa de pesquisa" para determinar como levar o projeto adiante. Fox esclareceu que Deltarune será um projeto maior do que Undertale e ele antecipa ser preciso uma equipe para ajudar a desenvolver, e quando o jogo estiver pronto, irá lançá-lo como um pacote completo. Fox planeja que Deltarune tenha apenas um final.

## Recepção
| Críticas profissionais | Críticas profissionais                          |
| Pontuações agregadas   | Pontuações agregadas                            |
| Fonte                  | Avaliação                                       |
| ---------------------- | ----------------------------------------------- |
| Metacritic             | 84/100                                          |
| OpenCritic             | 86/100                                          |
| Steam                  | 98/100                                          |
| Avaliações da crítica  |                                                 |
| Fonte                  | Avaliação                                       |
| Attack of the Fanboy   | 9/10                                            |
| CD-Action              | 8/10                                            |
| RPG Fan                | 9.2/10                                          |
| Nintendo Enthusiast    | 9/10                                            |
| Game8                  | (Capítulo 1 e 2) 8,4/10 (Capítulo 3 e 4) 8,6/10 |
| Nintendo Life          | 8/10                                            |
| Retroware              | 9/10                                            |
| SCHS Now               | 9.5/10                                          |
| One More Level         | [ 27 ]                                          |
| IGN                    | 9/10                                            |
| GamesRadar+            | [ 29 ]                                          |
| GamingTrend            | 9/10                                            |

Deltarune foi amplamente aclamado pela crítica e pelo público, especialmente por sua narrativa, trilha sonora e estilo visual. No agregador Metacritic, o jogo possui uma média ponderada de 84/100, baseada em 5 críticas, indicando "Geralmente Favorável". O primeiro capítulo, foi elogiado por capturar o espírito de Undertale ao mesmo tempo em que apresentava uma direção nova e ambiciosa. O segundo capítulo, reforçou essa recepção positiva, com destaque para sua profundidade emocional, humor refinado e melhorias em mecânicas de combate. Já os capítulos 3 e 4, tiveram uma recepção sólida, sendo apreciados pelo avanço narrativo e profundidade emocional, embora tenham gerado opiniões divididas quanto ao ritmo e impacto em comparação aos volumes anteriores.

### Capítulo 1 (2018)
O Capítulo 1 de Deltarune foi amplamente aclamado pela crítica por sua narrativa envolvente, humor característico e trilha sonora marcante. Críticos destacaram a profundidade emocional dos personagens e a ambientação do jogo. 
Mitch Vogel, do Nintendo Life, apontou semelhanças com Undertale, mas ressaltou uma abordagem mais segura e menor em escala, com humor sarcástico e narrativa sólida, embora com poucas inovações significativas. O site One More Level elogiou a história cativante, os gráficos simples que estimulam a imaginação e a música original, além da jogabilidade que permite abordagens pacifistas ou agressivas.
Connor Winzar, do Felix Online, destacou o potencial do jogo para superar seu predecessor, ressaltando o sistema de combate criativo, personagens desenvolvidos e a combinação equilibrada de humor, filosofia e sátira que mantém o envolvimento emocional. Um artigo no Patreon do Beat Your Backlog ressaltou o charme de Toby Fox, a ambientação nostálgica e a jogabilidade refinada baseada em batalhas por turnos, com possibilidade de resolver conflitos de forma pacífica ou violenta. Mitchell F. Wolfe, no Medium, observou a abordagem mais linear do jogo em comparação a Undertale, com foco em narrativa, personagens e um sistema de combate estratégico, prevendo aprofundamento nos capítulos futuros.

### Capítulo 2 (2021)
O Capítulo 2 de Deltarune foi amplamente aclamado pela crítica, que destacou sua narrativa, design de personagens e evolução no sistema de combate em relação ao capítulo anterior. A obra de Toby Fox foi reconhecida por aprofundar o tom da história, explorando temas mais sombrios e complexos, especialmente nas relações entre os personagens principais.
A publicação Polygon ressaltou o equilíbrio entre momentos cômicos e tensos, destacando a maturidade narrativa e a manutenção do estilo característico da série. O Nintendo Life comentou sobre as melhorias técnicas, incluindo refinamento gráfico e sonoro, além da expansão do mundo do jogo e fluidez da jogabilidade. Screen Rant, o capítulo apresenta maior profundidade emocional, destacando o desenvolvimento dos personagens e suas interações como elementos centrais para o envolvimento do jogador. Destructoid observou a manutenção da combinação entre leveza e temas perturbadores, mantendo o interesse com novos segredos e mecânicas. Já Hackernoon enfatizou a complexidade dos mistérios presentes no capítulo, incentivando a exploração detalhada. GameSpot destacou a forma como o capítulo retrata relações interpessoais sombrias, contribuindo para uma atmosfera narrativa densa e multifacetada.

### Capítulos 3 e 4 (2025)
Em 4 de junho de 2025, os Capítulos 3 e 4 de Deltarune foram lançados oficialmente como um pacote pago para PC, macOS, Nintendo Switch, Nintendo Switch 2, PlayStation 4 e PlayStation 5. O lançamento coincidiu com a chegada do Nintendo Switch 2.
Os capítulos 3 e 4 de Deltarune foram amplamente elogiados pela crítica especializada por expandirem com sucesso a narrativa e o universo do jogo, ao mesmo tempo em que introduzem mecânicas novas e melhorias significativas.
O site Pocket Tactics destacou a profundidade emocional e o equilíbrio entre humor e momentos mais sombrios, considerando a continuação uma evolução natural para a série, que mantém os jogadores envolvidos tanto pela história quanto pela jogabilidade. GamingTrend ressaltou as melhorias na mecânica de combate e a complexidade crescente da narrativa, comentando que os capítulos adicionais reforçam a experiência única de Deltarune, agradando tanto fãs antigos quanto novos jogadores. O portal Checkpoint Gaming elogiou a ambientação sombria dos capítulos, a complexidade dos personagens e a narrativa envolvente, destacando a habilidade do jogo em misturar elementos de humor e drama.
Game8 comentou que os capítulos mantêm a qualidade dos anteriores, apresentando novidades que refrescam a experiência sem perder a identidade do jogo. Destructoid destacou o humor inteligente aliado a uma história fascinante e personagens cativantes, afirmando que os novos capítulos elevam a série a um novo patamar. A revista italiana The Games Machine elogiou o aprimoramento técnico e a trilha sonora marcante, considerando os capítulos essenciais para fãs da franquia. PC Gamer destacou a ousadia do design dos novos capítulos, que quebram convenções tradicionais de RPG e oferecem uma experiência inovadora e desafiadora.